# Elecciones presidenciales de la República de China de 1996
Las elecciones presidenciales de la República de China de 1996 oficialmente tituladas Novena Elección de Presidente y Vicepresidente de la República de China (第九任中華民國總統 、副總統選舉) tuvieron lugar el 23 de marzo del mencionado año con el objetivo de elegir al Presidente de la República de China para el período 1996-2000. Los comicios tuvieron el histórico carácter de ser la primera elección presidencial directa en la historia de Taiwán y se realizaron en el marco de la transición democrática dirigida por el presidente Lee Teng-hui, del partido Kuomintang, que se presentó a la reelección apoyado por su partido. Su principal contrincante sería Peng Ming-min, del independentista Partido Progresista Democrático. Hubo otros dos candidatos independientes, Lin Yang-kang, apoyado por el Partido Nuevo, y Chen Li-an.
Durante la campaña y pocos días antes de la jornada electoral, el régimen de la República Popular China intentó influir en el resultado enviando misiles balísticos frente a los puertos de Keelung y Kaohsiung, como un intento de intimidar al electorado taiwanés para que no votara por Lee. Esto en última instancia resultó ser contraproducente, pues el presidente incumbente obtuvo un aplastante triunfo con el 54.00% de los votos, y en segundo lugar quedó Peng, favorable a la proclamación de una "República de Taiwán", con un 21.13%. Lin y Chen, que eran los candidatos más favorables al régimen continental, quedaron en tercer y cuarto lugar con el 14.90% y el 9.97% de los sufragios. En lo que fue un gran fracaso para el gobierno de Pekín, el Kuomintang, favorable a mantener el statu quo, mantuvo su hegemonía y el DPP, favorable a la independencia, se mantuvo como principal oposición.
Si bien el Kuomintang continuaría gobernando Taiwán hasta el año 2000, los comicios de 1996 fueron reconocidos como libres y justos y sellaron la transición democrática en forma definitiva, instaurándose además el bipartidismo entre el Kuomintang y el DPP que perdura hasta la actualidad.

## Candidatos

### Kuomintang
|                                    |                     |
| Candidatura del Kuomintang de 1996 |                     |
| Lee Teng-hui                       | Lien Chan           |
| para presidente                    | para vicepresidente |
|                                    |                     |

El presidente Lee Teng-hui fue nominado candidato del Kuomintang durante el XIV Congreso del Partido en agosto de 1995, después de que se frustrara una propuesta de instituir un sistema de elecciones primarias internas. Lien Chan, hasta entonces primer ministro, intentó renunciar a su puesto para presentarse como compañero de fórmula de Lee. Lee rechazó su renuncia debido a que los potenciales sucesores de Lien para el cargo de primer ministro tenían pocas posibilidades de confirmación legislativa. Sin embargo, el Yuan Legislativo realizó una enmienda que permitió a Lien ejercer ambos cargos, facilitando su nominación para la vicepresidencia.

### Partido Progresista Democrático
|                                                         |                     |
| Candidatura del Partido Progresista Democrático de 1996 |                     |
| Peng Ming-min                                           | Frank Hsieh         |
| para presidente                                         | para vicepresidente |
|                                                         |                     |

Consolidado como principal oposición al Kuomintang tras las elecciones legislativas de 1995, el independentista Partido Progresista Democrático realizó un extenso proceso de nominación: el candidato presidencial fue seleccionado luego de dos rondas de votación y casi cincuenta debates públicos entre los dos finalistas. Hsu Hsin-liang, Lin Yi-hsiung, You Ching y Peng Ming-min compitieron por la nominación. Peng, de setenta y dos años, salió victorioso y tras su proclamación el 28 de septiembre de 1995, nominó al legislador Frank Hsieh para ser su compañero de fórmula. Peng había estado en el exilio durante veintidós años hasta su retorno en 1992, y era una figura popular entre la oposición taiwanesa.

### Otros candidatos
El exgobernador provincial de Taiwán, Lin Yang-kang, y el expresidente del Yuan de Control, Chen Li-an, inicialmente discutieron la posibilidad de presentarse como candidatos a presidente y vicepresidente por el Partido Nuevo, escisión del Kuomintang favorable a la reunificación con el continente y a un acercamiento a la República Popular China. Sin embargo, no se llegó a un consenso y ambos se presentaron por separado como candidatos independientes. Lin eligió como compañero de fórmula a Hau Pei-tsun, mientras que Chen eligió a Wang Ching-feng. La fórmula Lin-Hau fue apoyada por el Partido Nuevo luego de su inscripción, y fueron expulsados del Kuomintang formalmente el 13 de diciembre de 1995.
Originalmente un candidato, el exalcalde de Taipéi, Kao Yu-shu, declaró el fin de su candidatura en enero de 1996. La escritora feminista Shih Chi-ching también se postuló para la presidencia como independiente, seleccionando a Wu Yue-chen como su candidata a vicepresidenta. Sin embargo, la campaña de Shih y Wu terminó después de que el Yuan Judicial dictara una sentencia en contra de ellos, al constatar que su postulación no cumplía con la cuota de firmas.

## Campaña
La campaña fue encendida y estuvo casi en su totalidad dominada por el tema de la política nacional con respecto a la China continental y el estatus de Taiwán. Lee se perfiló rápidamente como un líder moderado y fuerte que garantizaría un statu quo sin cambios, a la vez que garantizaba la continuidad de la transición democrática. Por su parte, Peng se opuso al comercio con China continental a menos que la República Popular China prometiera "tratar a Taiwán como un igual". Aunque argumentó que la política de "Una sola China" conduciría a otro Incidente del 28 de febrero, tomó la posición de que Taiwán ya era de facto independiente, por lo que una declaración formal de independencia de Taiwán era innecesaria a menos que la República Popular China atacara. Sin embargo, Peng rechazó abiertamente la reunificación con el continente, describiendo la noción como "suicidia" y "autodestructiva".
Lin basó su campaña en el rechazo a las políticas de Lee, argumentando que su gobierno había abandonado todo intento de reunificación con el continente. Lin apoyó abiertamente el principio de Una Sola China y favoreció la apertura de vínculos directos con la China continental en el campo diplomático y económico. Chen Li-an, el hijo del ex primer ministro y vicepresidente Chen Cheng, utilizó su formación budista (líder laico de la orden Fo Guang Shan) e hizo hincapié en la pureza moral y la formación de un gobierno honesto, criticando la corrupción en el gobierno del Kuomintang. Chen caminó durante dieciocho días con un sombrero de paja de granjero para difundir sus puntos de vista.
Durante la campaña, los candidatos se atacaron y acusaron mutuamente en forma desenfrenada. Lee afirmó que la mafia taiwanesa había amputado el brazo izquierdo de Peng por una deuda de juego. En realidad, Peng perdió su brazo durante el bombardeo atómico a la ciudad japonesa de Nagasaki en la Segunda Guerra Mundial. Lin Yang-kang acusó a Lee de haber sido miembro del Partido Comunista de China durante la guerra civil. Aunque lo negó durante la campaña, Lee confesaría finalmente la veracidad de la acusación en una entrevista en 2002. El sitio web del Kuomintang también fue objeto de ataques cibernéticos. Chen Li-an criticó a todos los demás candidatos por su avanzada edad, defendiendo la necesidad de un "líder joven".
Del 8 al 15 de marzo, poco más de una semana antes de los comicios, el Ejército Popular de Liberación de China envió misiles balísticos dentro de los 46 a 65 km (25 a 35 millas náuticas) (justo dentro de las aguas territoriales de la República de China) frente a los puertos de Keelung y Kaohsiung. Esta acción tenía la intención de intimidar al electorado taiwanés para que votara contra Lee y Peng, calificados por el gobierno de Pekín como "idénticos en cuanto a la división de la madre patria". De manera similar, el candidato Chen Li-an advirtió, "Si votas por Lee Teng-hui, estás eligiendo la guerra". Estos eventos desataron la tercera crisis del estrecho de Taiwán, que solo llegó a su fin cuando dos grupos de combate de portaaviones estadounidenses se posicionaron cerca de Taiwán.
En plena crisis, Lee dio un discurso acusando al régimen continental de "terrorismo de estado" y llamó a la población a la calma y la resistencia mediante las elecciones, lo cual reforzó notoriamente su posición como candidato. Tanto él como Peng se reunieron con las tropas de apoyo estadounidense, mientras que Lin, Chen y el gobierno de la República Popular China denunciaron "injerencia extranjera".

## Resultados
La intervención militar continental despertó más ira que miedo dentro del electorado, y la respuesta firme y calmada de Lee reforzó la idea de que se trataba de un líder fuerte capaz de enfrentar al régimen comunista, además de que convenció a varios independentistas de que el statu quo que el Kuomintang favorecía era momentáneamente la mejor opción. De este modo, el presidente resultó reelecto con un resonante 54% de los votos, mucho más de lo que le pronosticaban las encuestas antes de la crisis. Peng se posicionó en segundo lugar con un distante 21.13%. Los candidatos pro-Pekín, Lin y Chen, quedaron en tercer y cuarto lugar con el 14.90% y el 9.97% respectivamente. La participación fue masiva y alcanzó el 76.04% del electorado registrado.
|  | 54.00 % |

|  | 21.13 % |

|  | 14.90 % |

|  | 9.97 % |

|  | 98.92 % |

|  | 1.08 % |

|  | 76.04 % |

|  | 23.96 % |